# Aleksej Petrovitsj van Rusland
Aleksej Petrovitsj Romanov (Russisch: Алексе́й Петро́вич Рома́нов) (Moskou, 28 februari 1690 — Sint-Petersburg, 7 juli 1718) was een tsarevitsj van het Russische Keizerrijk en een zoon van Peter I van Rusland en Eudoxia Lopoechina.
Aleksej was de oudste zoon van Peter I van Rusland, maar werd vooral opgevoed door zijn moeder en verschillende mentoren. Het huwelijk tussen zijn vader en moeder was niet gelukkig, waardoor Aleksej, gevoed door de haat van de moeder, een hekel kreeg aan Peter I. Zijn mentoren leerden hem geschiedenis, aardrijkskunde, wiskunde en Frans. Hij werd door zijn vader als een verrader gezien en kwam op gruwelijke wijze om het leven.

## Militaire carrière
Aleksej ontving in 1703 het bevel van zijn vader om te dienen in het Russische leger, waarin hij zou deelnemen in de Grote Noordse Oorlog tegen het Zweedse Koninkrijk. In 1704 participeerde hij in de verovering van Narva. Hiervoor kwam hij hoog in aanzien in de hoge kringen rond zijn vader. Peter I wenste dat zijn zoon zich zou richten op de vernieuwing van het Russische Rijk. Echter, doordat zijn zoon in zijn jeugd vooral in conservatieve en reactionaire kringen verkeerde en zijn vader nauwelijks zag, voelde Aleksej daar weinig voor.

## Huwelijk
In 1709 vertrok Aleksej naar Dresden. Daar studeerde hij af in Frans, Duits, wiskunde en de studie naar verdedigingswerken. Na zijn studie trouwde hij - tegen zijn wil in - met de Duitse Charlotte van Brunswijk-Wolfenbüttel, wier familie veel contacten had met de koninklijke families in Europa. Een van de voorwaarden van het huwelijkscontract was dat de kinderen van het echtpaar volgens de Russisch-orthodoxe leer zouden worden opgevoed. Charlotte zelf mocht echter haar protestantse geloof behouden, wat Aleksejs volgers niet konden waarderen. Het huwelijk was geen succes; het echtpaar sliep in aparte kamers en Aleksej negeerde haar in het openbaar.
Het huwelijk met Charlotte resulteerde in twee kinderen: Natalie Aleksejevna Romanova en Peter Aleksejevitsj Romanov, van wie de laatste later tsaar zou worden. De geboorte van Peter Aleksejevitsj verliep niet goed voor Charlotte, die een week later op 11 oktober 1715 stierf. Na haar dood schreef Peter I een brief naar Aleksej. In de brief riep Peter I Aleksej op om zich eindelijk bezig te houden met staatszaken, wat Aleksej weigerde. Een paar maanden later vroeg Aleksej of zijn zoon in zijn plaats troonopvolger kon worden. Peter stond dat toe op voorwaarde dat Aleksej dan monnik zou worden, zodat hij geen bedreiging kon zijn voor de troon.

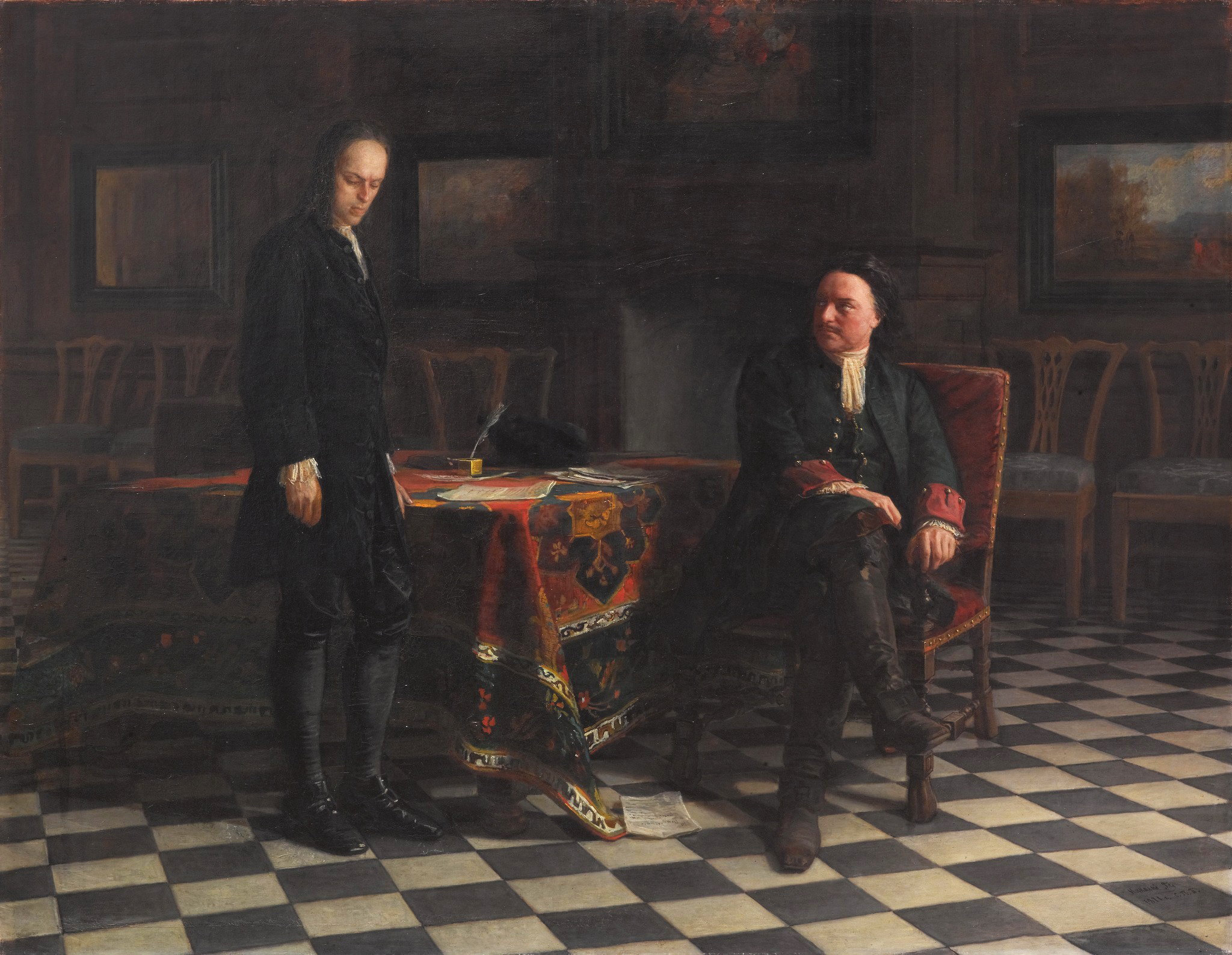
Peter de Grote ondervraagt zijn zoon Aleksej. Schilderij van Nikolaj Ge.

## Vlucht
Op 26 augustus 1716 vroeg Peter I aan Aleksej of hij nog wel tsarevitsj wilde blijven. Indien dat het geval was, zou Aleksej direct naar Karelië vertrekken, waar Peter I en zijn leger verbleven. In plaats van zich te herenigen met zijn vader in Karelië, vluchtte de tsarevitsj naar Wenen, waar hij onderdak vroeg aan zijn zwager keizer Karel VI. Peter I voelde zich beledigd en stuurde graaf Peter Tolstoj om hem terug te halen.
Bij de terugkeer van de tsarevitsj werd hem door zijn vader beloofd dat hij niet gestraft zou worden. In plaats daarvan zou hij zich terugtrekken in zijn landgoederen en zijn minnares, Afrosinia, huwen. Voordat Aleksej was teruggekeerd in Moskou, had Peter I al een onderzoek gestart naar het plotselinge vertrek van zijn zoon. Aleksejs moeder Eudoxia was in 1698 door Peter opgesloten in een klooster waar hij al eerder zijn zus Sofia had opgesloten. De vrienden van Aleksej werden gespietst of op een andere manier vermoord door de agenten van de tsaar.

## Veroordeling
Op 18 april 1718 bekende Aleksej dat hij in een gesprek met zijn minnares zijn vader had dood gewenst. In de ogen van zijn vader was Aleksej een gevaarlijke verrader geworden die het niet meer verdiende om te leven. Peter I had echter de belofte gedaan om zijn zoon met rust te laten. Toch stelde hij een comité in. Dit comité bestond voornamelijk uit prelaten, senatoren en ministers die allemaal de taak kregen om te beslissen of de beschuldigingen tegen de tsarevitsj terecht waren of niet. De vertegenwoordigers van de Kerk achtten hem niet schuldig, maar lieten de tsaar zelf namens de Kerk beslissen. Zodoende werd Aleksej door het comité ter dood veroordeeld.
Tijdens zijn gevangenschap in de Petrus-en-Paulusvesting werd Aleksej tweemaal gemarteld. De eerste keer, op 19 juni, kreeg hij vijfentwintig slagen met de knoet en bij de tweede keer, op 24 juni, kreeg hij er nog vijftien. Voordat het doodvonnis ten uitvoer kon worden gebracht, stierf de tsarenzoon op 26 juni aan de verwondingen van zijn martelingen.
- Bibsys: 1479731351965
- Bibliothèque nationale de France: cb15735547x (data)
- Gemeinsame Normdatei: 119135361
- International Standard Name Identifier: 0000 0000 5522 3958
- Library of Congress Control Number: n50053600
- Nationale Bibliotheek van Letland: 000147468
- Nationale Bibliotheek van Tsjechië: jx20080711001
- Nationale Bibliotheek van Israël: 987007277670805171
- Nationale Bibliotheek van Polen: a0000001619903
- Nederlandse Thesaurus van Auteursnamen: 112088155
- Réseau des bibliothèques de Suisse occidentale: 02-A022869186
- LIBRIS: 319463
- Système universitaire de documentation: 137758987
- Virtual International Authority File: 5258462
- WorldCat: E39PBJtCFmDGQ7CckqDDQk3qQq